# سيلينة سعيدة
السيلينة السعيدة[بحاجة لمصدر] (باللاتينية: Silene laeta) نوع نباتي يتبع جنس السيلينة من الفصيلة القرنفلية.

## الموئل والانتشار
موطنها المغرب العربي وإيطاليا وفرنسا وإسبانيا والبرتغال وهي دخيلة في بلاد الشام.

## مرادفات للاسم العلمي
- (باللاتينية: Lychnis laeta)
- (باللاتينية: Silene loiseleurii)
- (باللاتينية: Agrostemma laeta)
- (باللاتينية:   							                                                          							 								                             	Agrostemma laetum)
- (باللاتينية:   							                                                          							 								                             	Eudianthe laeta)
- (باللاتينية: Lychnis corsica)
- (باللاتينية:   							                                                          							 								                             	Silene laeta)